# Ne retiens pas tes larmes
Singles de Amel Bent
Le Droit à l'erreur
(2005) Eye of the Tiger
(2006)
Pistes de Un jour d'été
Mes racines Pardonnez-moi
Ne retiens pas tes larmes est le troisième single de la chanteuse Amel Bent, extrait de son album Un jour d'été.
La chanson a été écrite par Franck Sitbon.

## Classements et certifications

### Classements hebdomadaires
| Classement (2005-06)                    | Meilleure position |
| --------------------------------------- | ------------------ |
| Belgique (Wallonie Ultratop 50 Singles) | 5                  |
| France (SNEP)                           | 5                  |
| Suisse (Schweizer Hitparade)            | 50                 |

### Certification
| Pays          | Date             | Certification | Ventes certifiées |
| ------------- | ---------------- | ------------- | ----------------- |
| France (SNEP) | 30 décembre 2005 | Or            | 200 000           |